# Грипа
Грипата (Phillyrea latifolia) е вечнозелен храст или ниско дърво от семейство Маслинови (Oleaceae).

## Описание
На височина достига от 1 до 5-6 метра. Листата са дребни, твърди и кожести. Цветът им е тъмно до масленозелен. Дървесината е твърда и здрава.

## Разпространение и местообитание
Грипата расте на места, където климатът е преходно-средиземноморски, зимата е мека и температурите не са твърде ниски. Растението предпочита южни, силно огрени, ерозирани склонове. Среща се на места до 700 метра надморска височина.
В България се среща в долината на река Струма (южната част на Кресненското дефиле, резерват „Тисата“), югозападните склонове на Пирин, Източни Родопи (защитена местност „Бяла река“), Странджа (природен парк „Странджа“, резерват „Узунбуджак“), Южното Черноморие (резерват „Ропотамо“).
Местообитанията, които грипата оформя, са от изключително значение за съществуването на средиземноморските растения и животни в България. Сред вечнозелените храсталаци често се среща консервационно значимият вид гъба Urnula craterium. 